# Станкуни
Станкуни (пол. Stankuny) — село в Польщі, у гміні Віжайни Сувальського повіту Підляського воєводства.
Населення — 53 особи (2011).
У 1975-1998 роках село належало до Сувальського воєводства.

## Демографія
Демографічна структура станом на 31 березня 2011 року:
|          | Загалом | Допрацездатний вік | Працездатний вік | Постпрацездатний вік |
| -------- | ------- | ------------------ | ---------------- | -------------------- |
| Чоловіки | 27      | 7                  | 17               | 3                    |
| Жінки    | 26      | 6                  | 11               | 9                    |
| Разом    | 53      | 13                 | 28               | 12                   |